# 加藤治文
加藤 治文（かとう はるぶみ、1942年（昭和17年）10月3日 - ）は、日本の医師、医学博士。専門は呼吸器外科、肺癌治療。国際医療福祉大学大学院教授、東京医科大学名誉教授、新座志木中央総合病院名誉院長。これまで東京医科大学教授、東京医科大学病院副院長、国際肺癌学会会長、日本肺癌学会総会会長、国際光線力学学会会長、国際細胞学会会長、特定非営利活動法人日本レーザー医学会会長などを歴任した。

## 人物
呼吸器外科医であるとともに、早期肺癌に対する光線力学的治療（PDT）の考案者、第一人者として知られる。医学会関連の要職のほか、厚生労働省保健医療専門審査員や日本医師会禁煙推進プロジェクト委員会委員も歴任した。
加藤が開発・実践した早期肺癌に対する光線力学的治療（PDT）は早期肺癌に対する標準治療のひとつとなり、1996年（平成8年）には健康保険の適用を得ている。また、加藤が診療を行っていた東京医科大学病院は、肺癌の治療において首都圏でもトップクラスの実績を示した。

### 経歴
岐阜県瑞浪市出身
- 1969年（昭和44年）に東京医科大学を卒業し
- 1974年（昭和49年）からはカロリンスカ研究所（ストックホルム）に留学
- 1988年（昭和63年）に東京医科大学外科学第一講座助教授
- 1990年（平成2年）に同主任教授に就任
- 1991年（平成3年）東京医科大学病院副院長。

2000年（平成12年）には国際肺癌学会会長を務め、そのほか日本レーザー医学会理事長、日本外科学会理事、日本肺癌学会理事、日本癌治療学会理事国際肺癌学会理事などを歴任した。また、日本呼吸器外科学会総会や、日本肺癌学会総会などを主催した。2007年（平成19年）をもって東京医科大学教授を退任した。

### 主な要職
- 1998年（平成10年） 第13回 国際細胞学会 会長
- 1999年（平成11年） 第51回 日本気管食道科学会総会 会長
- 2000年（平成12年） 第9回 国際肺癌学会 会長
- 2001年（平成13年） 第18回 日本呼吸器外科学会総会 会長
- 2003年（平成15年） 第44回 日本肺癌学会総会 会長
- 2004年（平成16年）
  - 第45回 日本臨床細胞学会総会 会長
  - NPO法人 日本レーザー医学会 理事長
- 2005年（平成17年）
  - 第16回 国際レーザー内科・外科学会総会 会長
  - 第26回 日本レーザー医学会総会 会長
  - NPO法人 日本臨床細胞学会 理事長

## 受賞
日本臨床細胞学会賞、日本気管支学会池田賞、国際細胞学会ゴールドブラット賞。その他、多数。

## 著書
- あれが肺がんのサインだった （1993/09） ISBN 978-4257033684